# Todor Kolev
Todor Kolev (bolgarsko Тодор Колев), bolgarski filmski in gledališki igralec, * 26. avgust 1939, Šumen, Bolgarija, † 15. februar 2013, Sofija.
Kolev je bil eden izmed najbolj priljubljenih bolgarskih igralcev poznega 20. stoletja. Najbolj je znan po svojih vlogah v filmih, kot so Prebrojavane na divite zajci / Popis divjih zajcev (1973), Toplo / Toplota (1978), Dvojnikat / Dvojnik (1980), Gospodin za edin den / Gospod za en dan (1983) in Opasen čar / Nevarni čar (1984).

## Najpomembnejši filmi
- 1972: Kozijat rog (Kozji rog)
- 1973: Prebrojavane na divite zajci (Popis divjih zajcev)
- 1974: Poslednijat ergen (Zadnji samec)
- 1978: Toplo (Toplota)
- 1980: Dvojnikat (Dvojnik)
- 1983: Gospodin za edin den (Gospod za en dan)
- 1984: Opasen čar (Nevarni čar)
- 1987: Samo ti, srce
- 1988: Noštem po pokrivite (Ponoči po strehah)